# 萊格尼察
莱格尼察（波蘭語：Legnica，發音：[lɛɡˈɲit͡sa] ⓘ）是波蘭西南部的城市，位於卡恰瓦河沿岸。該市原為萊格尼察省（1975至98年）首府，1999年省分整併後隸屬於下西里西亞省。莱格尼察約有9萬名居民，是該省的第三大城市，僅次於弗洛茨瓦夫與瓦烏布日赫。舊譯利格尼茨（德語：Liegnitz，發音：[ˈliːɡnɪts] ⓘ）。

## 歷史
萊格尼察在羅馬帝國時期屬於日耳曼人的活動範圍，此後斯拉夫人（主要是西斯拉夫人為主的波蘭-立陶宛人）遷入。在7世紀時就有人定居在這裡，10世紀天主教傳入波蘭，此地成為天主教勢力範圍。城市在1004年首次出現於歷史文獻中，一直是當地的經濟中心。
在中世紀，萊格尼察所屬的西里西亞最先屬於波蘭皮亞斯特王朝，後來為波希米亞王國奪得並成為神聖羅馬帝國的一部分。公元1241年蒙古軍於萊格尼察擊敗波蘭軍隊及條顿騎士團軍隊，為莱格尼察戰役，此地亦為蒙古帝國最西界。1526年起，它随着波希米亚王国归于奥地利哈布斯堡王朝统治。1742年，普鲁士的腓特烈大帝在奥地利王位继承战争取胜，从奥地利获得西里西亚的大部分。1760年，七年战争中在此地亦发生了同名战役。
因为西里西亚煤炭和铁矿丰富，莱格尼察成为普鲁士西里西亚地区的重要工业城市。一战和二战时期是德国重要的工業都市。在二战期间，因为远离西线，加上盟军主要空袭德累斯顿等更大的工业城市，莱格尼察古城仅有少量建筑被破坏。但在1965年之后，为了增加住宅以改善工人生活环境，以及为了提升现代化观感，大多数保存完好的精美建筑却被拆除，历史上的风格被摒弃，代之以现代风格。在冷戰期間，有大量蘇聯軍隊駐紮在這裡。礦業是萊格尼察的主要產業。

## 友好城市
- 乌克兰德羅霍貝奇
- 捷克布蘭斯科
- 法國羅阿訥
- 德国邁森
- 德国烏帕塔